# Handley Page Hampden
Hampden er et 2-motors britisk bombefly, bygget af Handley Page. Også kaldet den flyvende kuffert, pga. den høje flade krop.
Hampden var i starten af 2. verdenskrig et af de få bombefly som RAF kunne indsætte mod de tyske styrker i såvel Tyskland som i de besatte områder. Under Spøgelseskrigen (sept. 1939 til maj 1940) overfløj Hampdenfly Tyskland om natten og nedkastede flyveblade. På den måde trænede de i natflyvning over Tyskland og da tyskerne ikke ville afsløre deres luftværnsstillinger, gjorde de det uhindret.  
Det var fly af denne type, der natten mellem d. 27. og d. 28. juni 1940 foretog den eneste rent strategiske bombning i Danmark. 12 Hampden bombede den nat benzin- og olieanlæggene på Avernakke ved Nyborg.
- Wikimedia Commons har flere filer relateret til Handley Page Hampden

| Luftfart | Spire Denne artikel om flyvning er en spire som bør udbygges. Du er velkommen til at hjælpe Wikipedia ved at udvide den. |